# (5840) Raybrown
(5840) Raybrown (1978 ON) – planetoida z pasa głównego asteroid okrążająca Słońce w ciągu 4,56 lat w średniej odległości 2,75 j.a. Odkryta 28 lipca 1978 roku.